# Scottow
Scottow – wieś w Anglii, w hrabstwie Norfolk, w dystrykcie North Norfolk. Leży 16 km na północ od Norwich i 173 km na północny wschód od Londynu. Miejscowość liczy 1774 mieszkańców.